# Pieńki Stolarskie
Pieńki Stolarskie – część wsi Gorzkowiczki w Polsce, położona w województwie łódzkim, w powiecie piotrkowskim, w gminie Gorzkowice.
W latach 1975–1998 Pieńki Stolarskie administracyjnie należały do województwa piotrkowskiego.